# Нина Стојановић
Нина Стојановић (Београд, 30. јул 1996) српска је тенисерка.